# Francesco Rismondo (sommergibile)
Il Francesco Rismondo è stato un sommergibile della Regia Marina, precedentemente in servizio con la Marina militare del Regno di Jugoslavia con il nome di Osvetnik.

## Storia
Costruito in Francia per la Marina jugoslava, entrò in servizio nel 1929 con il nome di Osvetnik ("Vendicatore").
Nell'aprile 1941, in seguito all'occupazione della Jugoslavia da parte delle forze dell'Asse, fu catturato ed incorporato nella Regia Marina dapprima con la denominazione di N. 1 e successivamente con il nuovo nome di Francesco Rismondo; fu ammodernato con impianti di fabbricazione italiana.
Essendo comunque obsoleto, ebbe un'attività bellica molto limitata, con lo svolgimento in tutto di cinque missioni esplorative o difensive.
Il 28 febbraio 1942 (al comando del capitano di corvetta Aldo De Paulis Fedele) fu inviato in funzione difensiva nel golfo di Genova, facendo ritorno, senza riportare avvistamenti, il 3 marzo.
Effettuò altre missioni simili nel golfo di Genova il 22 aprile 1942, nell'agosto dello stesso anno e nel giugno del 1943.
Nel settembre 1943 fu dislocato a Bonifacio con compiti difensivi; lì lo sorprese l'armistizio e, il 10 settembre 1943, non poté salpare perché bloccato dai tedeschi, che poi se ne impadronirono.
Il 14 o il 17-18 settembre 1943 il Rismondo fu portato a Cala Catena (nei dintorni di Bonifacio) e lì autoaffondato in fondali poco profondi (analoga sorte subì il vecchio sommergibile H 6).
Il relitto del sommergibile, al contrario di quello del H6, ormai ridotto a pezzi è visibile a pochi metri di profonditå (circa 8) nella Calanque de Catena.